# Soldier Field
Soldier Field is een stadion in de Amerikaanse stad Chicago.
Het stadion werd op 9 oktober 1924 geopend, en na een grondige renovatie in het nieuwe millennium, op 26 september 2003 heropend.
Na deze renovatie biedt het plaats aan 61.500 toeschouwers. Vaste bespeler is de Americanfootballclub Chicago Bears. Het stadion wordt ook gebruikt voor andersoortige evenementen,  zoals popconcerten.
Tijdens het wereldkampioenschap voetbal 1994 vond hier op 17 juni de openingswedstrijd plaats tussen Duitsland en Bolivia.
Het stadion ligt pal naast Lake Shore Drive in het noordelijkste puntje van het langs het Michiganmeer gelegen Burnham Park. Pal ten noorden van het stadion ligt het Field Museum of Natural History in de Museum Campus.

## Voetbaltoernooien

### WK interlands
Tijdens het Wereldkampioenschap voetbal in 1994 werden vijf wedstrijden in het stadion gespeeld.
| №  | Datum        | Wedstrijd               | Uitslag | Competitie             | Toeschouwers |
| -- | ------------ | ----------------------- | ------- | ---------------------- | ------------ |
| 1. | 17 juni 1994 | Duitsland – Bolivia     | 1 – 0   | WK 1994 Groepsfase (C) | 63.117       |
| 2. | 21 juni 1994 | Duitsland – Spanje      | 1 – 1   | WK 1994 Groepsfase (C) | 63.113       |
| 3. | 26 juni 1994 | Griekenland – Bulgarije | 0 – 4   | WK 1994 Groepsfase (D) | 63.160       |
| 4. | 27 juni 1994 | Bolivia – Spanje        | 1 – 3   | WK 1994 Groepsfase (C) | 63.089       |
| 5. | 2 juli 1994  | Duitsland – België      | 3 – 2   | WK 1994 Achtste finale | 60.246       |

### CONCACAF Gold Cup
Dit stadion is verschillende keren uitgekozen als gaststadion tijdens een toernooi om de Gold Cup, het voetbaltoernooi voor landenteams van de CONCACAF. Tijdens de Gold Cup van 2007, 2009, 2011, 2013, 2015 en 2019 was dit stadion een van de stadions waar voetbalwedstrijden werden gespeeld.
| №  | Datum        | Wedstrijd                      | Uitslag | Gold Cup     | Toeschouwers |
| -- | ------------ | ------------------------------ | ------- | ------------ | ------------ |
| 1  | 21 juni 2007 | Canada – Verenigde Staten      | 1 – 2   | Halve finale | 50.760       |
| 2  | 21 juni 2007 | Mexico – Guadeloupe            | 1 – 0   | Halve finale | 50.760       |
| 3  | 24 juni 2007 | Verenigde Staten – Mexico      | 2 – 1   | Finale       | 60.000       |
| 4  | 23 juli 2009 | Honduras – Verenigde Staten    | 0 – 2   | Halve finale | 53.173       |
| 5  | 23 juli 2009 | Costa Rica – Mexico            | 1 – 1   | Halve finale | 53.173       |
| 6  | 12 juni 2011 | El Salvador – Cuba             | 6 – 1   | Groepsfase   | 62.000       |
| 7  | 12 juni 2011 | Mexico – Costa Rica            | 4 – 1   | Groepsfase   | 62.000       |
| 8  | 28 juli 2013 | Verenigde Staten – Panama      | 1 – 0   | Finale       | 57.920       |
| 9  | 9 juli 2015  | Trinidad en Tobago – Guatemala | 3 – 1   | Groepsfase   | 54.126       |
| 10 | 9 juli 2015  | Mexico – Cuba                  | 6 – 0   | Groepsfase   | 54.126       |
| 11 | 7 juli 2019  | Mexico – Verenigde Staten      | 1 – 0   | Finale       | 62.493       |

Foxboro Stadium (Boston) · Pontiac Silverdome (Detroit) · Soldier Field (Chicago) · Citrus Bowl (Orlando) · Rose Bowl (Los Angeles) · Stanford Stadium (San Francisco) · Cotton Bowl (Dallas) · Giants Stadium (New York) · RFK Memorial Stadium (Washington)